# Lasiopodomys gregalis
Lasiopodomys gregalis és una espècie de talpó que es distribueix al voltant del nord d'Àsia.
És relativament gran comparat amb altres talpons. El color és variable, normalment amb el pèl del llom bru terrós que s'aclareix a la punta dels pèls. El ventre és gris clar una mica grogós i alguns exemplars tenen una franja negra difuminada sobre la nuca.
Ocupa diferents ambients oberts en zones disjuntes. Es troba en tundres entre les ribes del mar Blanc (al nord de la Rússia europea) i Alaska, i també a les estepes de l'Àsia central (Kazakhstan, Kirguizstan, Mongòlia, Rússia i nord de la Xina). En aquesta àrea tan extensa té unes quantes subespècies que podrien arribar a ser considerades espècies separades.
Viu en colònies petites i s'alimenta de gramínies, i n'emmagatzema les llavors per consumir a l'hivern.